# Fernando Larrazábal
Fernando Alejandro Larrazábal Bretón (Oaxaca de Juárez, Oaxaca; 11 de agosto de 1962) es un político mexicano afiliado al Partido Acción Nacional (PAN). Fue presidente municipal de San Nicolás de los Garza de 2000 a 2003, diputado del Congreso del Estado de Nuevo León de 2006 a 2009, presidente municipal de Monterrey de 2009 a 2012 y diputado federal en la LXII Legislatura del Congreso de la Unión de 2012 a 2015. En las elecciones estatales de Nuevo León de 2021 fue postulado por su partido como candidato a la gubernatura del estado.

## Primeros años
Fernando Alejandro Larrazábal Bretón nació el 11 de agosto de 1962 en la ciudad de Oaxaca de Juárez, Oaxaca, México. De 1980 a 1984 estudió ingeniería civil en el Instituto Tecnológico y de Estudios Superiores de Monterrey (ITESM).
En las elecciones estatales de Nuevo León de 2000 fue electo como presidente municipal de San Nicolás de los Garza, municipio integrante de la Zona metropolitana de Monterrey.
Del 15 de octubre de 2006 al 14 de octubre de 2009 fue diputado del Congreso del Estado de Nuevo León en representación del distrito 10 del estado, con sede en Monterrey. Dentro del congreso fue presidente de la mesa directiva.

## Presidente Municipal de Monterrey
En las elecciones estatales de Nuevo León de 2009 fue electo como presidente municipal de Monterrey con el 53% de los votos emitidos.

### Casino Royale
El 25 de agosto de 2011 ocurrió un ataque terrorista en el «Casino Royale» de Monterrey perpetrado por Los Zetas, en el cual fallecieron 52 personas debido a un incendio intencionado. La investigación señaló que uno de los motivos de los fallecimientos fue la falta de salidas de emergencia, motivo por el cual el casino ya había sido clausurado previamente. La presidente del Tribunal de lo Contencioso Administrativo, Juana María Treviño Torres, acusó al alcalde de Monterrey, Fernando Larrazábal, de no haber hecho inspecciones en el edificio para comprobar que cumplía con la normatividad. Mientras que Larrazábal acusó a Treviño de haber permitido la reapertura del casino de forma irregular.
La investigación del atentado señaló que fue motivado por la negativa del casino de pagar una extorsión al crimen organizado. Dueños de otros casinos también afirmaron haber recibido amenazas similares, en que se les exigía el pago de una cuota bajo la amenaza de clausurar el casino o de generar un incendio en él. El periódico Reforma publicó una serie de videos en que se veía al hermano del alcalde, Manuel Jonás Larrazábal, recibir pagos de varios casinos. En respuesta, Fernando Larrazábal declaró que: «De los actos de mi hermano no me puedo hacer yo responsable, yo voy a pedir a la Procuraduría que sea quien sea investigue y si tiene una responsabilidad que sea llevado a la justicia como cualquier persona».

## Candidato a gobernador de Nuevo León
El 15 de diciembre de 2020 Fernando Larrazábal se registró ante el Partido Acción Nacional como aspirante su candidatura para la gubernatura de Nuevo León para las elecciones estatales de 2021. La selección del candidato se hizo a través de una votación interna entre los militantes del partido, la cual se realizó el 10 de enero de 2021. Larrazábal resultó seleccionado con el apoyo de 70% de los militantes.